# Fantasmas
Fantasmas är en amerikansk komediserie vars första säsong hade premiär på Max den 7 juni 2024. Serien består av 6 avsnitt.

## Handling
Serien kretsar kring Julio Torres som letar ett gyllena örhänge New York City.

## Rollista (i urval)
- Julio Torres - Julio Torres
- Martine Gutierrez - Vanesja
- Steve Buscemi
- Kim Petras
- Dylan O'Brien
- Emma Stone
- Paul Dano
- Aidy Bryant
- Bowen Yang